# Мэллори, Джордж
Джордж Герберт Ли Мэ́ллори (англ. George Herbert Leigh Mallory; 18 июня 1886, Великобритания — 8 июня 1924, Эверест) — альпинист, участник трёх британских экспедиций на Эверест (1921, 1922, 1924), считается первым человеком, предпринявшим попытку восхождения на его вершину. Пропал без вести во время восхождения 8 июня 1924 года вместе с напарником по связке Эндрю Ирвином. Останки Джорджа Мэллори были обнаружены 1 мая 1999 года участником американской поисковой экспедицией Конрадом Анкером, останки Эндрю Ирвина были найдены в 2024 году. Обнаружение останков Мэллори дало историкам и экспертам по альпинизму очередной серьезный повод для дискуссии по поводу первенства в покорении «Третьего полюса земли». Является старшим братом главного маршала авиации Великобритании в 1943 году, главнокомандующего ВВС Союзников во время высадки в Нормандии и освобождения Франции Траффорда Ли Мэллори.

## Ранние годы жизни
Джордж Мэллори родился в 1886 году в деревне Мобберли графства Чешир в семье священнослужителя Герберта Ли Мэллори (1856—1943) и его жены Энни Беридж (1863—1946). У Джорджа было две сестры и младший брат Траффорд Ли-Мэллори — будущий маршал ВВС Великобритании во время второй мировой войны. Начальное образование Джордж получил в подготовительной школе в Истборне, затем в школе в Вест-Кирби, а с 13 лет учился в Винчестерском колледже. На последнем году учёбы в нём вступил в секцию скалолазания и альпинизма Грэхама Ирвинга, ежегодно набиравшей учеников для восхождения в Альпах. 
В октябре 1905 года Джордж Мэллори поступил в Кембриджский университет (Колледж Магдалины) на исторический факультет. С 1910 года работал преподавателем в школе Чартерхаус, где одним из его лучших учеников был Роберт Грейвз, ставший со временем известнейшим поэтом и романистом. 
Во время Первой мировой войны Мэллори принимал участие в боевых действиях в составе Королевской артиллерии. После войны вернулся на работу в Чартерхаус, а 1921 году уволился ради участия в первой британской экспедиции на Эверест.

### Семья и дети
В 1914 году Джордж женился на Рут Тёрнер (1891—1942), у них родились две дочери и сын — Клер (19 сентября 1915—2001), Бэридж (16 сентября 1917—1962) и Джон (21 августа 1920—2011). 

## Экспедиции на Эверест
Основной задачей первой британской экспедиции на Эверест 1921 года была топографическая съемка окрестностей Эвереста, а также поиск возможного пути подъёма на его вершину с севера. Во время этой экспедиции был найден возможный маршрут на вершину вдоль ледника Восточный Ронгбук через перевал Северное седло и далее по северному гребню с выходом на предвершинный участок северо-восточного гребня.
В 1922 году Мэллори вернулся в Гималаи в составе второй британской экспедиции на Эверест. В ходе экспедиции Мэллори и её участникам удалось подняться по разведанному ранее маршруту на высоту более 8300 метров. Экспедиция была свернута в связи с трагедией на Северном седле — в лавине погибли семь шерпов. За участие в экспедиции Джордж Мэллори и ещё 12 её участников на зимних Олимпийских играх 1924 года в Шамони был награждён золотой медалью по впервые введённой номинации — альпинизму (Prix olympique d’alpinisme).
Третья британская экспедиция на Эверест состоялась в 1924 году. В ходе экспедиции было совершено три попытки восхождения на вершину Эвереста. Первая попытка была предпринята Мэллори и Джеффи Брюсом (англ. Geoffrey Bruce) 1 июня (без использования кислорода) — удалось достичь высоты 7700 метров. Вторая (также без кислорода) 2 июня  Эдвардом Феликсом Нортоном и Говардом Сомервеллом — 4 июня была достигнута рекордная на тот момент высота 8570 метров. Последнюю попытку достигнуть вершины предприняли Джордж Мэллори и Эндрю Ирвин из лагеря VI на высоте 8168 м. 8 июня 1924 года сквозь разрыв в облаках их последний раз видел поднимающимися в направлении вершины участник экспедиции — кинооператор и геолог Ноэль Оделл. Затем их скрыли облака и с тех пор живыми их никто не видел. Решением руководителя экспедиции Эдварда Нортона поиски Мэллори и Ирвина были признаны нецелесообразными и 10 июня экспедиция была свернута.

## Был ли Мэллори на вершине
Тело Джорджа Мэллори было обнаружено спустя 75 лет после восхождения 1 мая 1999 года американской поисковой экспедицией (англ. Mallory & Irvine Research Expedition) на высоте 8155 метров. Оно находилось в 300 метрах ниже северо-восточного гребня, примерно напротив места, где в 1933 году Британской экспедицией под руководством Вин-Харриса был найден ледоруб Ирвина, и было запутано перебитой страховочной веревкой, что указывало на возможный срыв альпинистов. В то же время, характер повреждений тела Мэллори позволял предположить, что срыв произошел гораздо ниже северо-восточного гребня горы. На теле Мэллори также было обнаружено много артефактов, таких как альтиметр, убранные в карман куртки солнцезащитные очки, маска от кислородного аппарата, письма и др., позволявших сделать вывод, что срыв произошел в темное время суток на спуске к лагерю VI, откуда они начали свой подъём на вершину. Однако среди вещей не было фотографии его жены Рут и флага Британии, которые он намеревался оставить на вершине Эвереста.

Останки Эндрю Ирвина были, предположительно, обнаружены в сентябре 2024 года фотографом и режиссёром Джимми Чином, возглавившим группу National Geographic, отправившейся в тот месяц к северному склону Эвереста. Там они обнаружили ботинок и носок с вышитой надписью «AC Irvine». Двоюродная племянница Ирвина Джули Саммерс, автор книги о своём предке-альпинисте, подозревает, что останки были смыты с горы лавинами и раздавлены движущимся ледником. Также сообщается, что члены семьи добровольно предоставили образцы ДНК для сравнения с найденными останками с целью подтверждения личности погибшего
До обнаружения останков Мэллори, на основании анализа опыта последующих экспедиций, большинство альпинистов и экспертов считали, что едва ли Мэллори и Ирвин в их снаряжении и одежде, а также с их техникой скалолазания, могли достигнуть вершины Эвереста. Для этого им требовалось преодолеть ключевой участок на пути к вершине по северо-восточному гребню — так называемую «Вторую ступень» — 30-метровый ступенеобразный скальный выступ, технически достаточно сложный для восхождения на столь большой высоте (8600) (другой точки зрения придерживался, в частности, альпинист и высотный оператор Грэм Хойланд (англ. Graham Hoyland)). Первопроходцы маршрута Мэллори — китайская экспедиция 1975 года — установила для прохождения наиболее сложных участков «Второй ступени» алюминиевые лестницы, которые используются альпинистами и по сей день (восхождение китайской экспедиции в 1960 году по этому же маршруту было оспорено, и, помимо этого, существует мнение, что китайская команда могла скрыть или умолчать о найденных следах пребывания на маршруте экспедиции 1924 года, чтобы не умалять своего достижения).
В 2007 году известный американский альпинист Конрад Анкер, обнаруживший тело Мэллори, и британец Лео Хоулдинг (ранее не бывавший на Эвересте) предприняли попытку повторения маршрута Мэллори в одежде и со снаряжением 1920-х годов (экспедиция «Высота Эвереста-2007»). И хотя из-за холода им всё же пришлось переодеться в современную одежду, они сумели преодолеть «Вторую ступень» свободным лазанием и достигнуть вершины Эвереста, доказав тем самым возможность осуществления такого подъёма Мэллори и Ирвином в 1924 году. Об этой экспедиции был снят документальный фильм, в который, помимо отснятых материалов, вошло много кадров кинохроники экспедиций 1922—1924 годов.
Фотокамера Kodak VP, которая была с собой у Мэллори и Ирвина, кадры с которой могли бы поставить окончательную точку в дискуссии «Так кто же был первым на Эвересте?», пока не найдена. Новый проект проведения поисковой экспедиции по поиску тела Эндрю Ирвина и артефактов восхождения 1924 года пытался организовать историк Эвереста и альпинист Том Хользел (англ. Tom Holzel).
Перед тем как отправиться в экспедицию, Джордж Мэллори сказал: «Я вернусь только с победой».

### Оригиналы
- Mallory, George Leigh. Mount Everest: The Reconnaissance (англ.) // The Geographical Journal : журнал. — 1922. — Vol. 59, no. 2. — P. 100-109.
- Mallory, George Leigh. The First High Climb (англ.) // The Geographical Journal : журнал. — 1922. — Vol. 60, no. 6. — P. 400-412.
- Mallory, George Leigh. The Reconnaissance of the Mountain // Mount Everest the Reconnaissance, 1921 / Charles Kenneth Howard-Bury. — New York; London: Longmans, Green and Co.; Edward Arnold & Co., 1922. — P. 183-280. — 356 p.

### Переводы на русский
- статья Рекогносцировка Эвереста в Викитеке
- статья Первое высотное восхождение в Викитеке